# Sierra de San Juan (Nayarit)

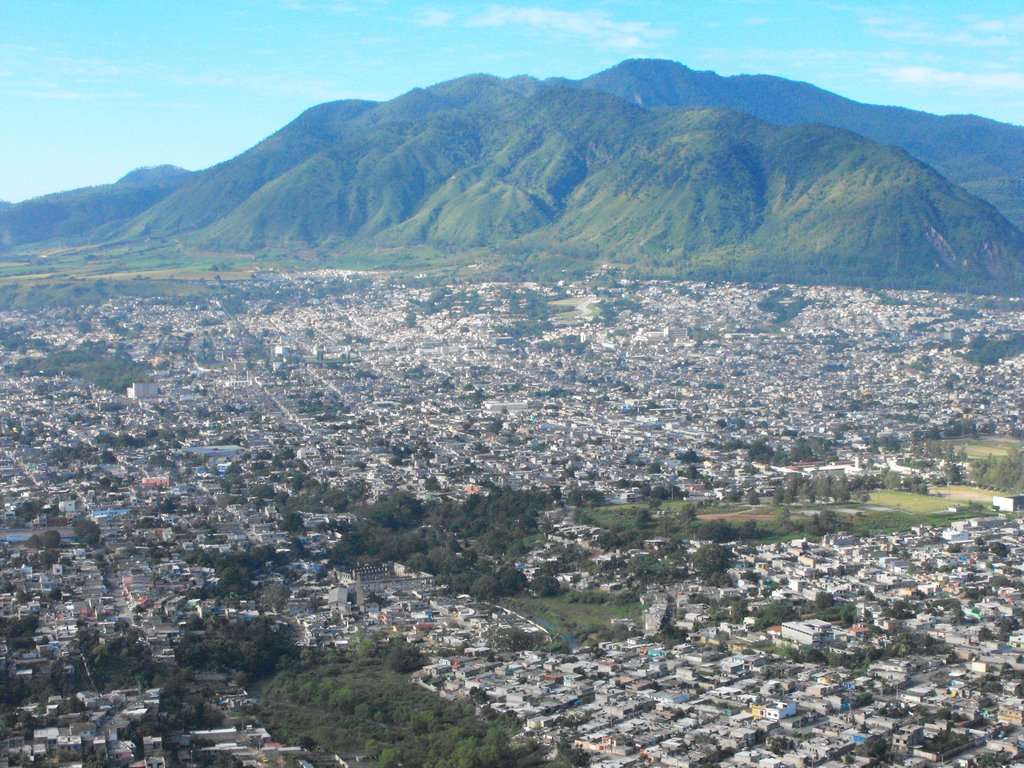
Sierra de San Juan

La sierra de San Juan, también conocida como Reserva Ecológica de San Juan o Volcán de San Juan, ubicada en el centro del estado mexicano de Nayarit, forma parte del Eje Neovolcánico Mexicano, su altitud máxima es de 2240 m s. n. m. Es parte de la Sierra Madre Occidental. Dentro de esta reserva se encuentra el cerro de San Juan, uno de los dos territorios con declaratoria de área protegida en el estado, junto con el parque nacional Isla Isabel.

## Historia

### Antecedentes geológicos
Al inicio de su historia eruptiva, se formó un domo dacítico por el cual partieron derrames gruesos de lava que se extendieron hasta 5 kilómetros del origen, siendo destruidos por explosiones posteriores. Productos resultantes de esta actividad se pueden observar en las canteras abiertas el pie del cerro, al oeste de Xalisco. En la base aparecen numerosos fragmentos de piedra dacita, así como elementos más pumíticos, dispersos en un conjunto de cenizas grises. Estos elementos indican que el conducto estaba cubierto por un domo de lava, y cuando quedó abierto nuevamente, se desarrollaron erupciones de tipo pliniano. Material resultante de la erupción formó depósitos de pómez, que alcanzan la base oriental del cerro hasta la ciudad de Tepic, así como el flanco occidental en menor medida.

### Época colonial
Durante el siglo XVI, en la Época colonial, en el territorio donde se ubica el actual estado de Nayarit, existían varios señoríos o reinos. De esta época existen dos descripciones de la actual zona de Xalisco, el Archivo General de la Nación de 1937 indicaba:

...está este pueblo en ladera de unos cerros grandes y que cabe una sierra junto a un gran llano; va poblada a barrios y todo la más junto entre muchas arboledas de frutas.

Y en otra descripción, el capitán Juan de Sámano hacía la siguiente reseña:

Xalisco está asentado en la falda de una sierra la más parte de sus labranzas; tiene enfrente unas vegas muy abundantes; hay en el muchas fuentes de muy buenas aguas, bastimentos y comidas y frutas.

Es hasta 1540 que la sierra es denominada Sierra de San Juan, su nombre actual. Al fundarse en Xalisco el primer convento franciscano de la región, uno de los conquistadores «bautizó a la Sierra Mixtepec como Sierra de San Juan Bautista».

### Guerra de Independencia
Durante los años 1821 a 1822 se denominó a la Sierra de San Juan con dicho nombre en un documento oficial, en la «Estadística del Estado Libre de Jalisco», donde habla de la calidad de los montes en el Departamento de Tepic, afirma que los más notables son: 
...conocidos por Sangangüey, San Juan y otros sin nombre...
En 1843, Manuel López Cotilla pública las «Noticias Geográficas y Estadísticas del Departamento de Jalisco», en esta publicación se menciona a Xalisco y Tepic, donde indica que «la poca agua que disfrutan estos poblados proviene de canales de madera en un punto distante de la Sierra de San Juan, amenizado por un frondoso bosque de arrayanes que entra hasta la misma población».

### El Porfiriato
Durante la estabilidad política derivada del Porfiriato en el Territorio de Tepic, término jurídico-político que antecede al estado de Nayarit, Julio Pérez González, en el «Ensayo Estadístico y Geográfico del Territorio de Tepic» donde comentaba que:

Se extrae anualmente de la serranía inmediata al pueblo lo siguiente: como tres mil vigas, quinientos morillos, quinientas latas y seiscientas tablas, todo de ocote y como quinientas piezas de otras maderas de mucha utilidad para distintos usos; de los mismos montes se extraen anualmente como cuatro mil cargas de carbón vegetal y toda la leña que se consume en la capital del Territorio de Tepic, además del aguarrás, el alquitrán y la trementina, todo se extrae de aquellos montes.

La sobreexplotación de los recursos naturales de la Sierra de San Juan provocaron un proceso de deterioro, el mismo autor lo señala en el ensayo:

...a principios de este siglo XIX el monte de pinos no estaba distante de la orilla occidental del pueblo más que quinientos metros, y allí se labraban las vigas y las tablas de madera sazona de primera clase, actualmente (1894) esta madera se corta a una distancia de ocho kilómetros.

### Actualidad

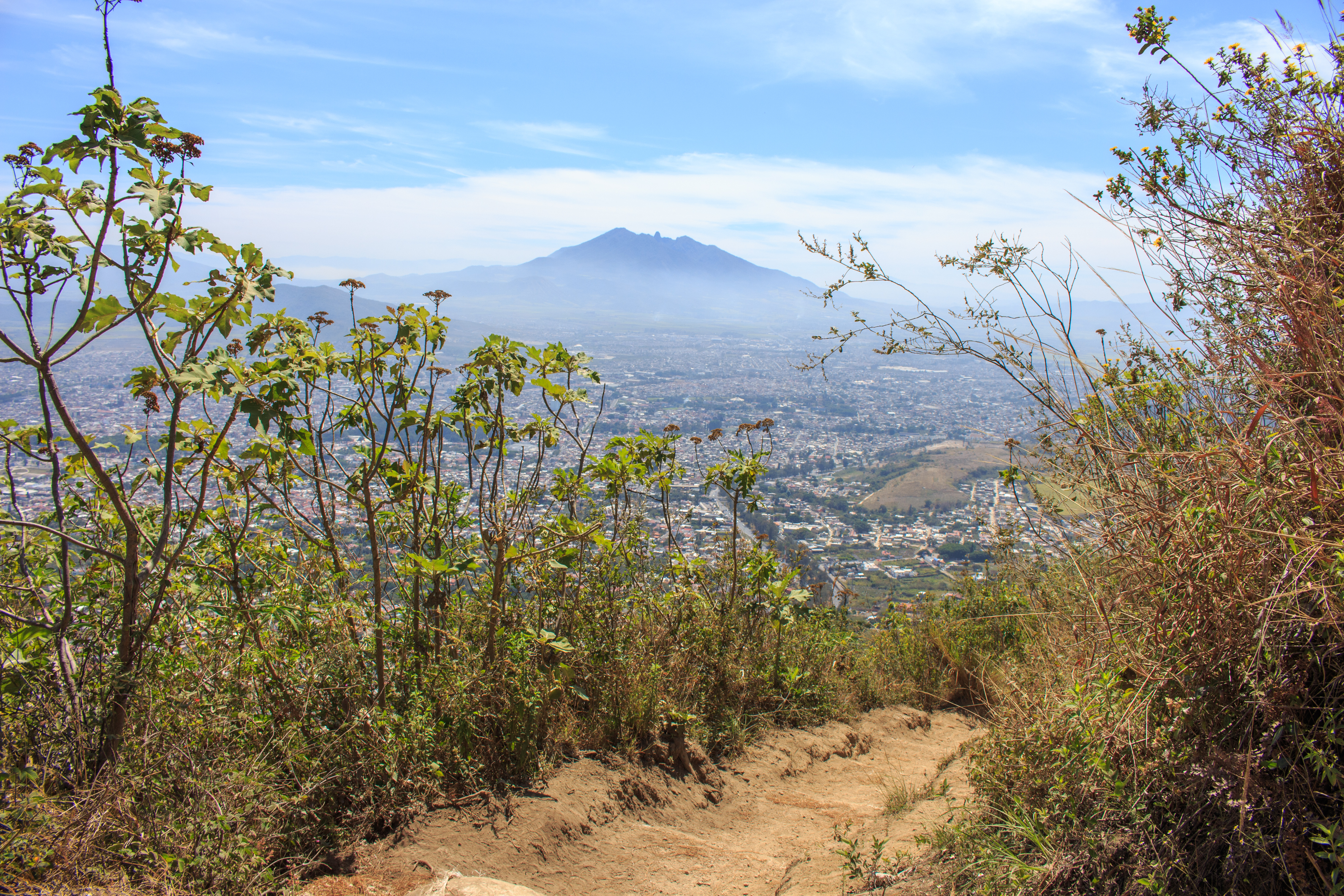
Sendero del Cerro de San Juan, parte del área protegida.

Mediante un decreto expedido en el Diario Oficial del Gobierno del Estado de Nayarit, del 27 de octubre de 1987 se declara el área de estudio de la Sierra de San Juan bajo el nombre de «Reserva de conservación y equilibrio ecológico y regeneración del medio ambiente del estado de Nayarit», con el fin de suspender la explotación de depósitos de materiales de construcción, tales como la jal.
La delimitación de la misma no obedeció a un estudio que tomase en cuenta los elementos y procesos naturales de la sierra, sino que solo se utilizó como criterio la cota de 980 m s. n. m., por lo que se involucraba asentamientos humanos como Xalisco, Tepic y otros poblados cercanos a estos.
En 2008, como parte del Plan Estatal de Desarrollo del Estado de Nayarit, el gobierno estatal presidido por el entonces gobernador Ney González Sánchez, a través del Instituto Nayarita de Desarrollo Sustentable, establece el «Programa de Conservación y Manejo del Área Natural Protegida Reserva de la Biosfera Estatal "Sierra de San Juan"» para proteger la misma de actividades humanas que se pretendan realizar en la biosfera estatal mediante una normatividad ambiental y lineamientos específicos. Su objetivo principal es conservar y preservar los ecosistemas de la región, la biodiversidad, procesos ecológicos e hidrológicos, así como fomentar el aprovechamiento sustentable de los recursos naturales.
Uno de los principales cambios planteados en el programa es el ajuste de los límites del área natural protegida, con el fin de «propiciar las condiciones necesarias para lograr los fines de conservación que la misma persigue.»

### Senderismo
La sierra y en especial el cerro de San Juan es una de las mejores opciones que hay en la capital nayarita para practicar el senderismo, ya que cuenta con varias rutas con magníficos panoramas de las poblaciones cercanas como Tepic, Xalisco, Francisco I Madero entre otras.
Existe una vereda que comienza en el libramiento de Tepic y termina en una zona conocida como la Batea, que es una planicie en la cima del cerro donde las personas tienden a realizar días de campo. Para los más experimentados, se puede seguir subiendo aproximadamente una hora y media más y llegar al cráter del volcán, donde se puede apreciar el océano Pacífico y si tienen suerte y el día es despejado, se podrán observar las Islas Marías.

## Clima
La zona de estudio presenta dos unidades climáticas: clima templado al centro de la Sierra cubriendo alrededor de 3,705 hectáreas con temperaturas de entre 15.5 y 18 grados centígrados, y clima cálido con 16,040 hectáreas en los alrededores de la misma con promedios de entre 18 y 22 °C. En general, enero es el mes más frío en área, mientras que junio a septiembre son los meses más cálidos. La precipitación anual varía entre 1,100 y 1,700mm, concentrada en los meses de junio a octubre. La mayor precipitación se presenta en la vertiente occidental, debido a la humedad que proviene del océano Pacífico en las costas de los estados de San Blas y Compostela.

## Geografía

Mapa del área cubierta de la Sierra de San Juan según datos del INEGI.

La sierra de San Juan se extiende desde la población de Venustiano Carranza al noroeste de Tepic, colindando al noreste y este con el libramiento carretero de la misma ciudad y al sureste con la ciudad de Xalisco, y el suroeste con el poblado del Cuarenteño. El área protegida de la misma abarca un aproximado de 26,799 hectáreas.
El acceso terrestre a la sierra se realiza a través del Cerro de San Juan, ubicado al poniente del Libramiento Carretero de Tepic. El mismo conecta con la Carretera Federal 15 México - Nogales, y esta a su vez al aeropuerto más cercano, el Aeropuerto Internacional Amado Nervo, ubicado 13 kilómetros al sureste.

### Geología
La reserva se localiza en el Eje Neovolcánico mexicano, en la subprovincia de Sierras Neovolcánicas Nayaritas dentro de los sistemas de topoformas Sierra de Laderas Abruptas con Llanos Aislados. En la zona se han reportado basaltos, materiales ígneos extrusivos y tobas, así como la presencia de materiales pétreos como la andesita, pumita y riolita.

## Biodiversidad

### Flora
La flora común incluye a los lirios de campo, conchas de agua, colas de gallo, uvas de cerro, musgos, distintos tipos de hongos y orquídeas. La Sierra presenta una amplia variedad de comunidad vegetal boscosa, la cual incluye los siguientes grupos:
- Bosque Mesófilo de Montaña: se desarrolla al oriente de la reserva natural, junto a la ciudad de Tepic, principalmente en las cañadas más húmedas de las vertientes con orientación al norte y oeste, y al sur en menor medida. Se caracteriza por albergar la mayor biodiversidad, con casi la totalidad de 31 especies vegetales endémicas registradas.
- Bosque de encino: es el más extendido en la localidad, habita las vertientes húmedas del norte y occidente, además de las más secas del sur y oriente. Presenta variaciones florísticas de acuerdo al tipo de suelo y humedad ambiental.
- Bosque de pino: habita entre los 1,000 y 2,000 metros de altitud, son asociaciones derivadas de la tala selectiva de especies de encino durante períodos largos de tiempo. Albergan grandes poblaciones de mamíferos, aves, arácnidos, insectos y reptiles.
- Bosque mixto pino-encino: áreas en donde los bosques de pino y encino entran en contacto, formando así comunidades mezcladas. Se ubica principalmente al norte de la ciudad de Xalisco.

### Fauna
En la zona habitan al menos 1200 especies de animales, 330 de aves, 15 de anfibios, 40 de reptiles. Destacan especies como venado de cola blanca, ardilla arbórea, ardilla nayarita, tejón, coyote, zorrillo, víbora de cascabel, boa, codorniz, palomas, y una gran diversidad de mariposas de diferentes especies.